# Veslanje na Poletnih olimpijskih igrah 1900
Veslanje na Poletnih olimpijskih igrah 1900 v Parizu je obsegalo štiri veslaške discipline. Te Olimpijske igre so bile prve, na katerih je bilo predstavljeno veslanje kot šport. Veslanje je bilo na sporedu že na prvih Olimpijskih igrah moderne dobe, leta 1896 v Atenah, a so bila veslaška tekmovanja zaradi slabega vremena in močnega vetra takrat odpovedana. 

## Medalje
| Dogodek             | Zlato | Srebro | Bron |
| Enojec              | Hermann Barrelet Francija | André Gaudin Francija | George Saint Ashe Združeno kraljestvo |
| Dvojec s krmarjem   | Združena ekipa Minerva AmsterdamFrançois Brandt Roelof Klein Hermanus Brockmann neznani krmar                                                                 | Francija · Société Nautique de la MarneLucien Martinet · Waleff · neznani krmar | Francija · Rowing Club CastillonCarlos Deltour · Antoine Védrenne · Raoul Paoli                                                                                                  |
| Četverec s krmarjem | Francija · Cercle de l'Aviron Roubaix Henri Bouckaert · Jean Cau · Emile Delchambre · Henri Hazebroucq · Charlot                                              | Francija · Club Nautique de Lyon Georges Lumpp · Charles Perrin · Daniel Soubeyran · Émile Wegelin · neznani krmar | Nemčija · Favorite Hammonia Wilhelm Carstens · Julius Körner · Adolf Möller · Hugo Rüster · Gustav Moths · Max Ammermann                                                         |
| Četverec s krmarjem | Nemčija · Germania Ruder Club, Hamburg Gustav Goßler · Oskar Goßler · Walter Katzenstein · Waldemar Tietgens · Carl Goßler                                    | Nizozemska Minerva Amsterdam Coenraad Hiebendaal Geert Lotsij Paul Lotsij Johannes Terwogt Hermanus Brockmann | Nemčija · Ludwigshafener Ruder Verein Ernst Felle · Otto Fickeisen · Carl Lehle · Hermann Wilker · Franz Kröwerath                                                               |
| Osmerec             | ZDA · Vesper Boat Club William Carr · Harry DeBaecke · John Exley · John Geiger · Edwin Hedley · James Juvenal · Roscoe Lockwood · Edward Marsh · Louis Abell | Belgija · Royal Club Nautique de Gand Jules de Bisschop · Prospère Bruggeman · Oscar de Somville · Oscar de Cock · Maurice Hemelsoet · Marcel van Crombrugge · Frank Odberg · Maurice Verdonck · Alfred van Landeghem | Nizozemska Minerva Amsterdam François Brandt Johannes van Dijk Roelof Klein Ruurd Leegstra Walter Middelberg Hendrik Offerhaus Walter Thijssen Henricus Tromp Hermanus Brockmann |

1. ↑  Brockmann je bil krmar za nizozemsko ekipo v polfinalu, za finale pa ga je zamnjal neimenovani krmar. Kljub temu Brockmanna Mednarodni olimpijski komite šteje kot dobitnika zlate medalje.
2. ↑  Zaradi prerekanj o tem, kdo sme nastopiti v finalu kot krmar sta bila organizirana dva finalna boja. Mednarodni olimpijski konote priznava vse dobitnike medalj.
3. ↑  Nemci so pred finalom zamenjali krmarja. Gustav Moths je bil krmar do polfinala, v finalu pa je bil krmar Max Ammermann. Medaljo je kljub temu dobil samo Gustav Moths.

## Države udeleženke
Na igrah je sodelovalo 108 veslačev iz 8 držav:
- Belgija - 11
- Francija - 47
- Nemčija - 21
- Združeno kraljestvo - 1
- Italija - 1
- Nizozemska - 13
- Španija - 5
- ZDA - 9

## Medalje
| Mesto | Država              | Zlato | Srebro | Bron | Skupaj |
| 1     | Francija            | 2     | 3      | 1    | 6      |
| 2     | Nemčija             | 1     | 0      | 2    | 3      |
| 3     | ZDA                 | 1     | 0      | 0    | 1      |
| 3     | Združena ekipa      | 1     | 0      | 0    | 1      |
| 5     | Nizozemska          | 0     | 1      | 1    | 2      |
| 6     | Belgija             | 0     | 1      | 0    | 1      |
| 7     | Združeno kraljestvo | 0     | 0      | 1    | 1      |